# Grand Prix Júnior de Patinação Artística no Gelo em Andorra
O Grand Prix Júnior de Patinação Artística no Gelo em Andorra (muitas vezes intitulado: Andorra Cup) é uma competição internacional de patinação artística no gelo de nível júnior. A competição é organizada pela União Internacional de Patinação (ISU), e disputada no outono, em alguns anos, como parte do Grand Prix Júnior de Patinação Artística no Gelo.

## Edições
| Ano  | Edição | Cidade sede | Júnior | Júnior | Júnior | Júnior | Ref   |
| Ano  | Edição | Cidade sede | M      | F      | P      | D      | Ref   |
| ---- | ------ | ----------- | ------ | ------ | ------ | ------ | ----- |
| 2005 | 1.ª    | Canillo     | •      | •      | •      | •      | [ 1 ] |

## Lista de medalhistas

### Individual masculino
| Evento                  | Ouro                | Prata                       | Bronze                          |
| Canillo 2005 (detalhes) | Ryo Shibata · Japão | Adrian Schultheiss · Suécia | Geoffry Varner · Estados Unidos |

### Individual feminino
| Evento                  | Ouro              | Prata                               | Bronze                    |
| Canillo 2005 (detalhes) | Mai Asada · Japão | Christine Zukowski · Estados Unidos | Laura Lepistö · Finlândia |

### Duplas
| Evento                  | Ouro                                             | Prata                                         | Bronze                                          |
| Canillo 2005 (detalhes) | Bianca Butler · Joseph Jacobsen · Estados Unidos | Julia Vlassov · Drew Meekins · Estados Unidos | Ekaterina Ragozina · Pavel Sliusarenko · Rússia |

### Dança no gelo
| Evento                  | Ouro                               | Prata                                        | Bronze                                    |
| Canillo 2005 (detalhes) | Tessa Virtue · Scott Moir · Canadá | Meryl Davis · Charlie White · Estados Unidos | Ksenia Antonova · Roman Mylnikov · Rússia |